# Cyanolyca mirabilis
Cyanolyca mirabilis là một loài chim trong họ Corvidae.